# Anchocoema birabeni
Anchocoema birabeni är en insektsart som först beskrevs av Cândido Firmino de Mello-Leitão 1939.  
Anchocoema birabeni ingår i släktet Anchocoema och familjen Proscopiidae. Inga underarter finns listade i Catalogue of Life.